# 둠 패트롤
둠 패트롤(영어: Doom Patrol)은 DC 코믹스가 발행하는 만화책에 등장하는 슈퍼히어로 팀이다. 1963년 6월 《My Greatest Adventure》 80호에서 처음 등장하였다. 작가 아널드 드레이크, 밥 헤이니와 삽화가 브루노 프레미아니가 창작하였다.둠 패트롤은 이후 만화에서 여러 번 등장하고 다른 매체화되었다. 가장 인기있는 슈퍼히어로 팀 중 하나는 아니지만 처음 등장 이후 몇 년이 지나도 절판되지않았다.

## 둠 페트롤에 멤버
치프
로봇맨
엘라이스티걸
네거티브걸
비스트보이(틴타이탄 멤버이기도 하다.)